# Kazuki Kawamura
Kazuki Kawamura (japanisch 河村 一輝 Kawamura Kazuki; * 13. November 1997 in Ikeda) ist ein japanischer Mittelstreckenläufer, der sich auf den 1500-Meter-Lauf spezialisiert hat und über diese Distanz Inhaber des japanischen Landesrekordes ist.

## Sportliche Laufbahn
Erste internationale Erfahrungen sammelte Kazuki Kawamura im Jahr 2023, als er bei den Asienmeisterschaften in Bangkok in 3:45,46 min den achten Platz über 1500 Meter belegte. Im Oktober gelangte er dann bei den Asienspielen in Hangzhou mit 3:44,71 min auf Rang neun.
In den Jahren 2021 und 2023 wurde Kawamura japanischer Meister im 1500-Meter-Lauf.

## Persönliche Bestzeiten
- 1500 Meter: 3:35,42 min, 17. Juli 2021 in Chitose (japanischer Rekord)
  - 1500 Meter (Halle): 3:42,07 min, 4. Februar 2023 in Gent
- 5000 Meter: 13:32,36 min, 10. Dezember 2021 in Kyōto